# Elachyophtalma doreyana
Elachyophtalma doreyana är en fjärilsart som beskrevs av Rothschild 1920. Elachyophtalma doreyana ingår i släktet Elachyophtalma och familjen silkesspinnare. Inga underarter finns listade i Catalogue of Life.